# 東條政利
東條 政利（とうじょう まさとし、1968年 - ）は、日本の映画監督。新潟県長岡市出身。新潟県立長岡高等学校、同志社大学文学部社会学科卒業。

## 来歴・人物
KYOTO映画塾ディレクターズコースを卒業後、1996年『ピーター・グリーナウェイの枕草子』（イギリス・フランス・オランダ合作、監督ピーター・グリーナウェイ）に制作スタッフとして参加。その後、助監督として国内外の数々の作品に携わる。
2006年、『9/10 ジュウブンノキュウ』で監督デビューする。

## 主な監督作品
- 『9/10 ジュウブンノキュウ』（2006年）: プチョンファンタスティック映画祭（韓国）招待作品
- 『カフェ代官山〜それぞれの明日〜』（2009年）
- 『half awake』（2011年）
- 『暴走』（2013年）
- 『地の塩 山室軍平』（2017年）: ヴァンガード賞( I WILL TELL国際映画祭/UK)、最優秀長編映画賞（UKクリスチャン映画祭）、Best Inspirational Feature(クリスチャン家族映画祭/U.S.A.)
- 『珈琲もう一杯いかがでしょう』（2021年）